# 杉大方

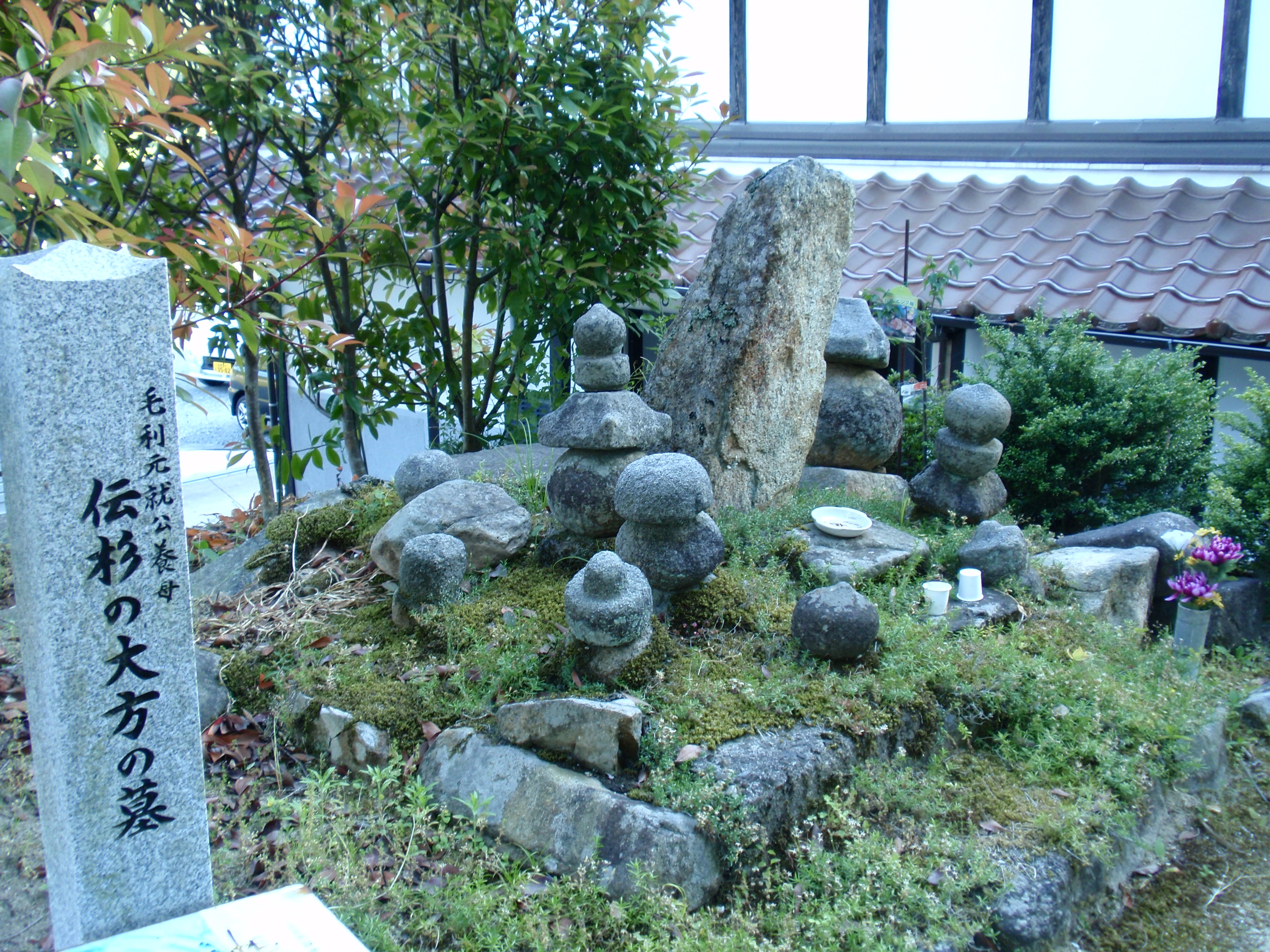
伝・杉大方墓（安芸高田市多治比）

杉大方（すぎのおおかた、生年不詳 - 天文14年6月6日（1545年7月14日））は戦国時代の女性、毛利弘元の継室。毛利元就の養母として知られている。

## 生涯
生年は不詳。縁は不明だが、毛利弘元の側室となり、明応10年/文亀元年（1501年）、弘元正室福原夫人の死後に継室に迎えられたとされる。永正3年（1506年）に夫の毛利弘元が没すると、杉大方は幼少の松寿丸（後の毛利元就）を不憫に思い、実家にも帰らず、他の妻になることもなく松寿丸の養育に専念した。
家臣の井上元盛に多治比の所領を横領され生活が困窮を極めた幼少の松寿丸を一身に支えた。この頃に杉大方は松寿丸に朝日を拝む念仏信仰を教え、元就は終生この朝の念仏を欠かさなかったといわれる。彼女が毛利元就の人格形成に大きな影響を与えたことは確かである。
天文14年（1545年）に病没。法名は順徳妙孝大姉で、多治比猿掛城跡の近くに杉大方の墓と伝わる墓所が現在も残っている。

## 元就の回想
杉大方の資料は少なく、その人物を伺うことは難しい。しかし、元就が息子らへ宛てた書状の中に、杉大方への強い思いを伝える記載がある。
「吾は、五歳で母に別れ、十歳で父を失った。十一歳の時、兄の興元が京都に上ったので、みなし児になってしまった。 杉の大方殿はあまりの不憫の思ったのか、多治比に留まって見捨てられずに私を育ててくれた。そのため、若い身の上なのに再婚もしないで貞女を遂げられた。」
安芸高田市の清神社に椙若社という社があり、これは元就が杉大方の菩提を弔うために建立したと、『芸藩通志』に記されている。